# Fairfield County, Connecticut
Fairfield County är ett administrativt område i delstaten Connecticut, USA. Fairfield är ett av åtta countyn i delstaten och ligger i den sydvästligaste delen av Connecticut. 

## Geografi
År 2010 hade Fairfield County 916 829 invånare. Den totala ytan av countyt är 2 168 km² (1 621 km² är land, 547 km² är vatten).

### Angränsande countyn
- Litchfield County norr
- New Haven County öst
- Westchester County sydväst
- Putnam County, New York väst
- Dutchess County nordväst